# Manuel Cazador i López
Manuel Cazador i López (Torrent de Cinca, 1874 – Sant Julià de Vilatorta, 1956) fou un sacerdot, meteoròleg, astrònom i agrònom català.
Cazador va estudiar agronomia, física i química i astronomia a Barcelona. El 1897 va fundar l'Observatori Meteorològic del Col·legi Granja de Sant Julià de Vilatorta, des del qual, cada dia, es proporcionaven dades a l'Observatori Fabra de Barcelona. El 1899 el bisbe Torres i Bages va ordenar-lo sacerdot. Cazador va construir un receptor de ràdio, el segon en territori espanyol capaç de captar els senyals emesos per la Torre Eiffel cada dia a les 23:45 h. En el camp de l’agronomia va fer contribucions per tal de millorar l’agricultura de la comarca d'Osona.